# Margarete Schütte-Lihotzky
Margarete Schütte-Lihotzky (Bécs, 1897. január 23. – Bécs, 2000. január 18.) az első női osztrák építész.

## Élete
Lihotzky 1915 és 1919 között a Bécsi Iparművészeti Iskolán (k.k. Kunstgewerbeschule, ma Bécsi Iparművészeti Egyetem) tanult.
1926-ig Bécsben dolgozott, majd frankfurti magasépítési osztályban, ahol az új lakóépületet a "Frankfurti konyhával" alakították ki. Az osztályon találkozott kollégájával, Wilhelm Schüttével (1900–1968), akihez 1927-ben ment férjhez. 
A bécsi Werkbundsiedlung számára (1930–1932) két sorházat tervezett, egyenként 35 m² alapterülettel (Woinovichgasse 2. és 4.). A 32 építész között Schütte-Lihotzky volt az egyetlen nő.
1930-tól 1937-ig a házaspár Moszkvában dolgozott, majd Isztambulban tanítottak. 1939-ben az KPÖ tagjai lettek. 
Amikor Schütte-Lihotzky munkaszerződését az Akadémiával felbontották, 1940 decemberében Bécsbe utazott. 1941. január 22-én a Gestapo letartóztatta. Az 1942. szeptember 22-i ítéletben Schütte-Lihotzky és két másik vádlott hosszú börtönbüntetést kapott. Három másik vádlottat 1943. március 5-én végeztek. 
Schütte-Lihotzkyt az aichach-i női büntetés-végrehajtási intézetbe küldték tizenöt éves büntetés letöltésére, ahonnan az amerikai csapatok 1945 áprilisában kiszabadították.
A háború után először Szófiában dolgozott. 1947-ben férjével visszatért Bécsbe.
Épületeket tervezett a bécsi 2.,  3., 11.,  13., 17. és 20. kerületben, Grazban, Klagenfurtban és Radstadtban.
1951-ben elvált a férjétől.

## Irásai (válogatás)
- Rationalisierung im Haushalt. (magyarul: Racionalizálás a háztartásban) In: Das neue Frankfurt. Heft 5, S. 120–123. Frankfurt 1927.
- Arbeitssparende Haushaltsführung durch neuen Wohnungsbau (magyarul: Munkaerő-kímélő háztartás az új lakásépítés révén}  In: Für Bauplatz und Werkstatt. Mitteilungen der württembergischen Beratungsstelle für das Baugewerbe. Bd. 22 (1927), Nr. 8, S. 45–48.
- Erinnerungen aus dem Widerstand 1938–1945. Volk und Welt, Berlin 1985. Neuausgabe: Erinnerungen aus dem Widerstand: Das kämpferische Leben einer Architektin von 1938–1945. Promedia, Wien, ISBN 3-900478-80-5
- Warum ich Architektin wurde. Residenz, Salzburg 2004, ISBN 3-7017-1369-3
- Millionenstädte Chinas: Bilder und Reisetagebuch einer Architektin (1958). Hrsg. von Karin Zogmayer. Springer, Wien 2007, ISBN 3-211-71583-5

## Képek

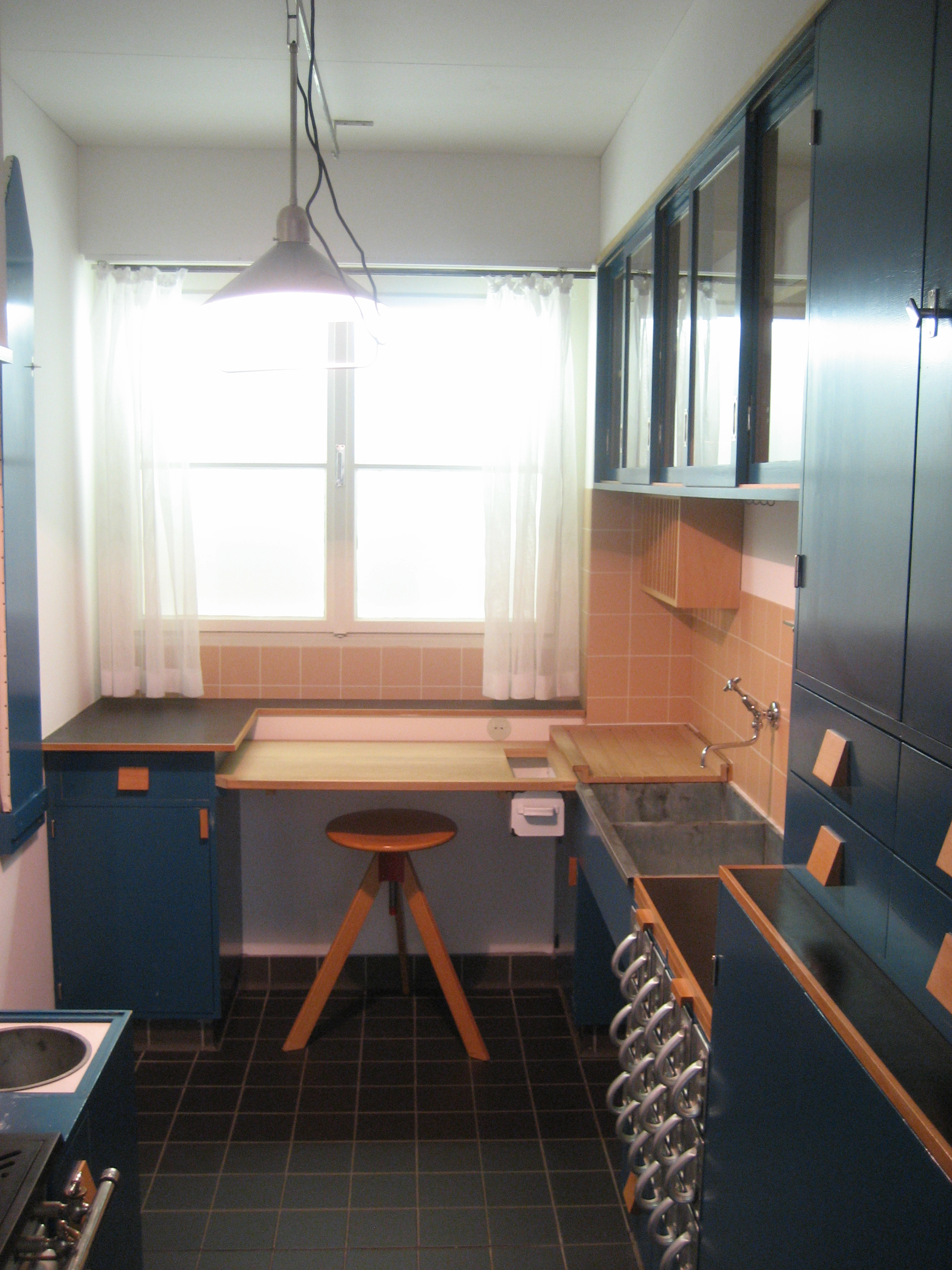
A frankfurti konyha(wd) 1926-ból. Rekonstrukció Lihotzkyval, 1990
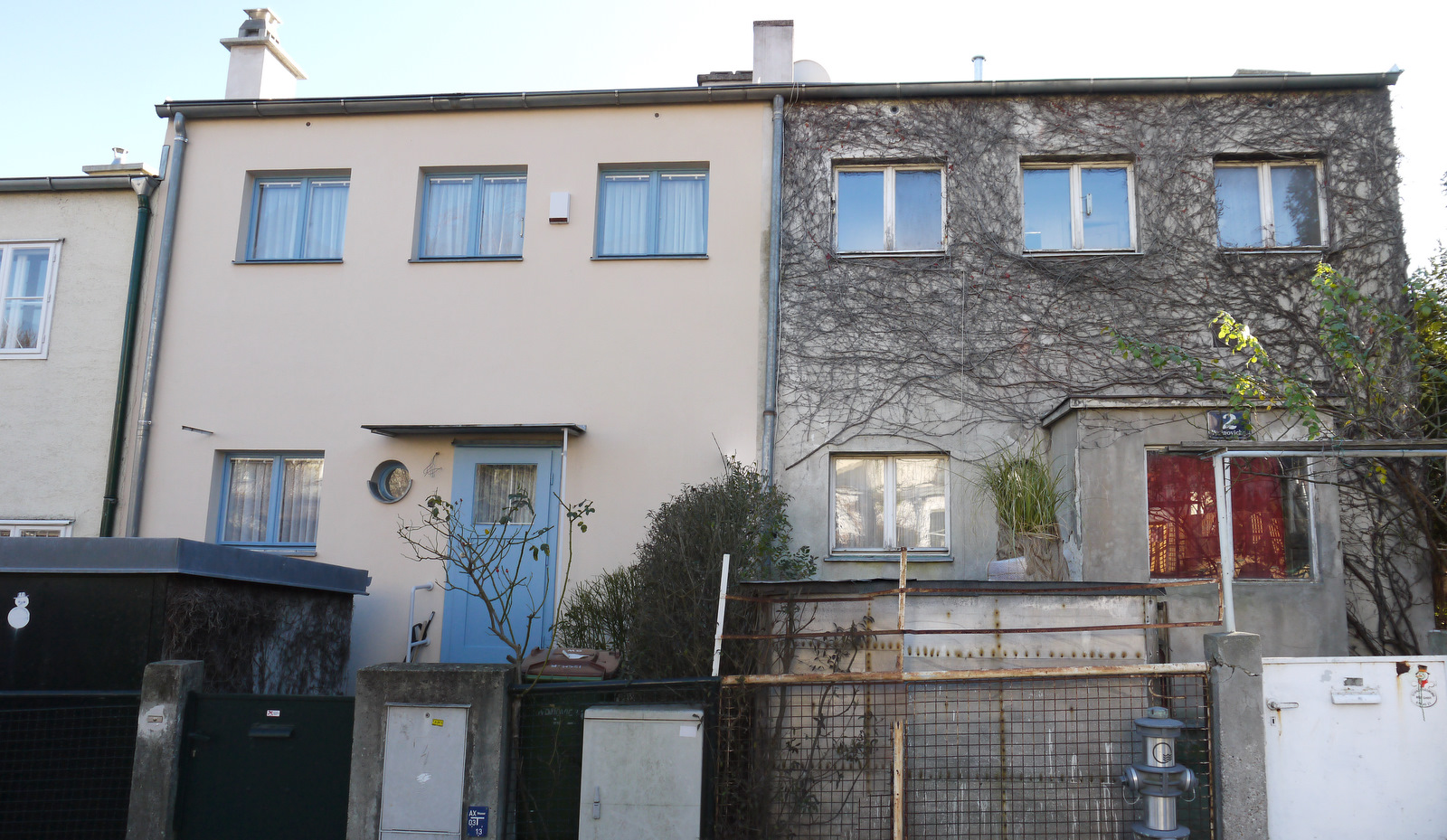
Werkbundsiedlung Bécs 1932, Woinovichgasse 2 és 4
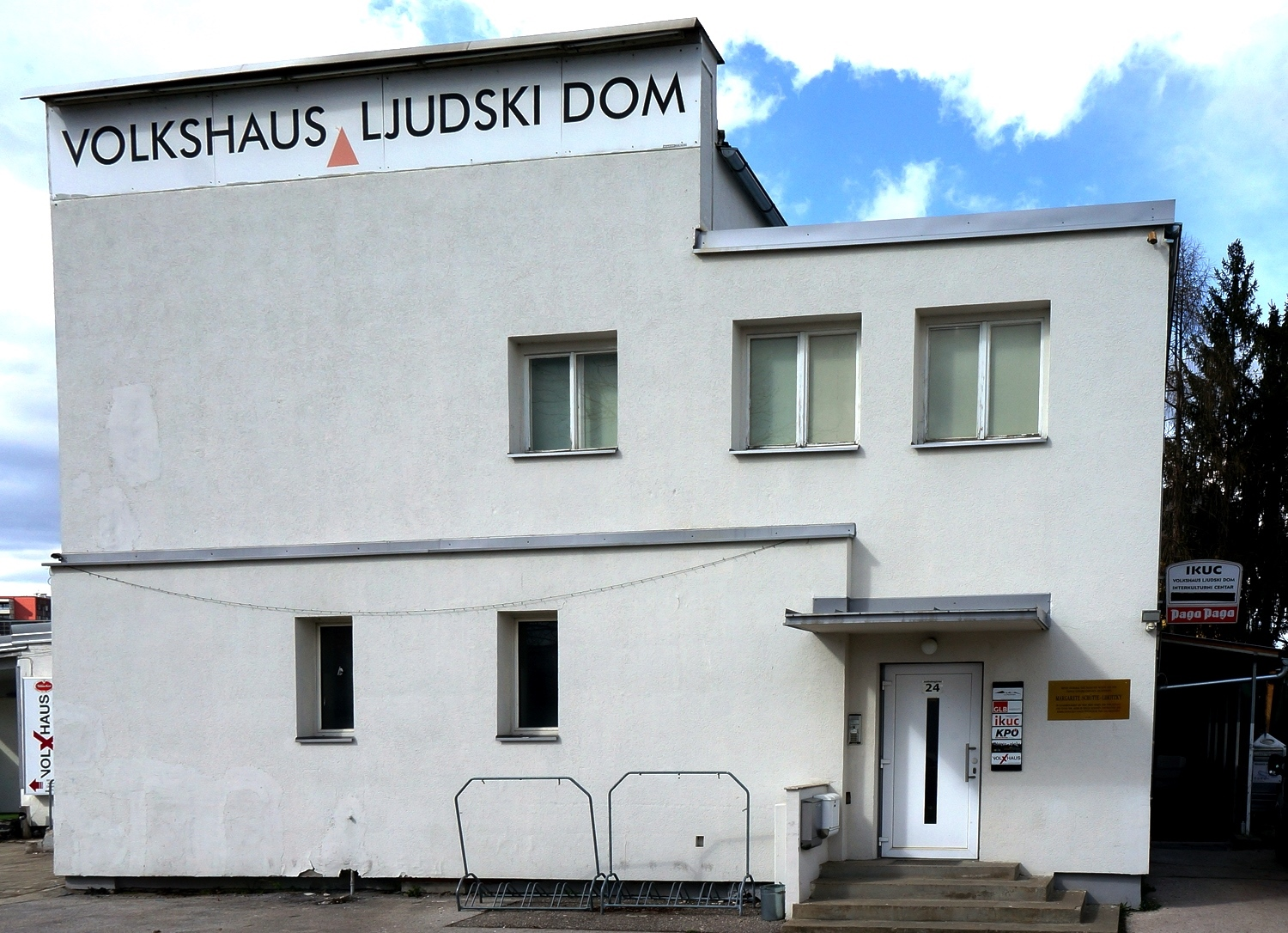
A Volxhaus Klagenfurtbaban
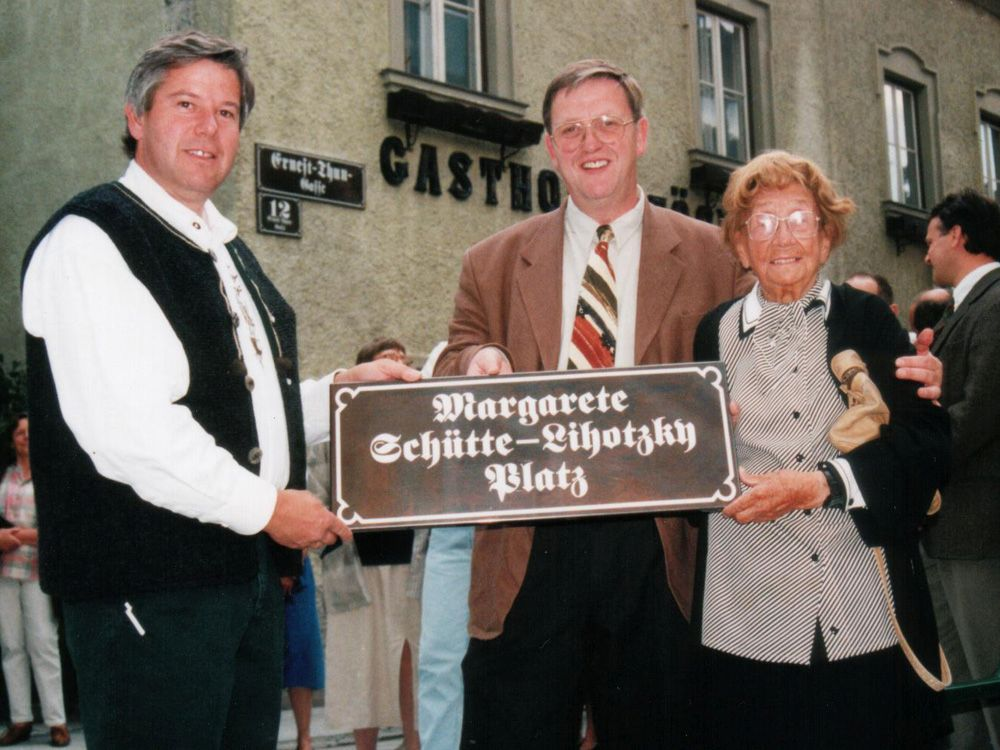
A 100. születésnapja Radstadtban.
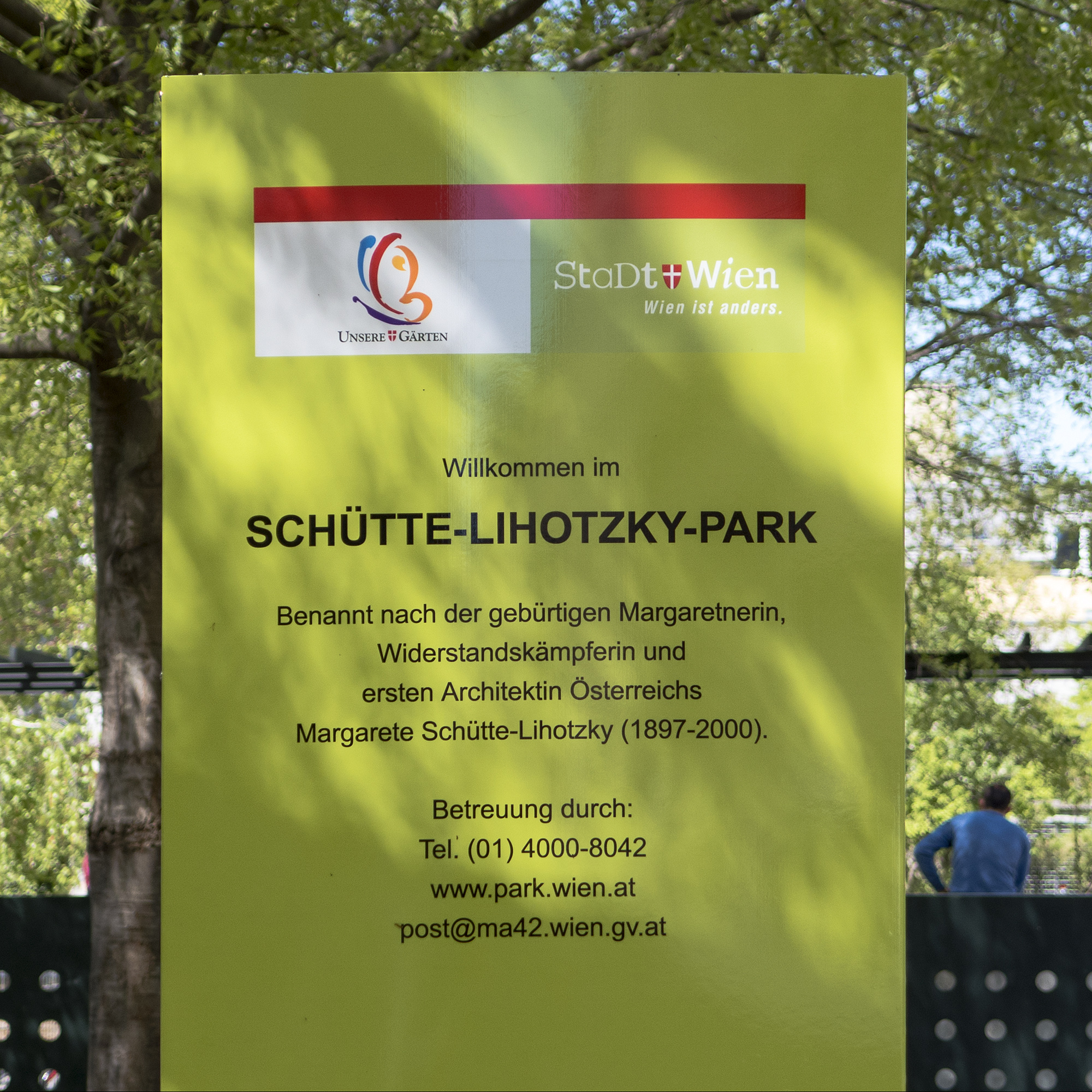
Schütte-Lihotzky-Park Margaretenben
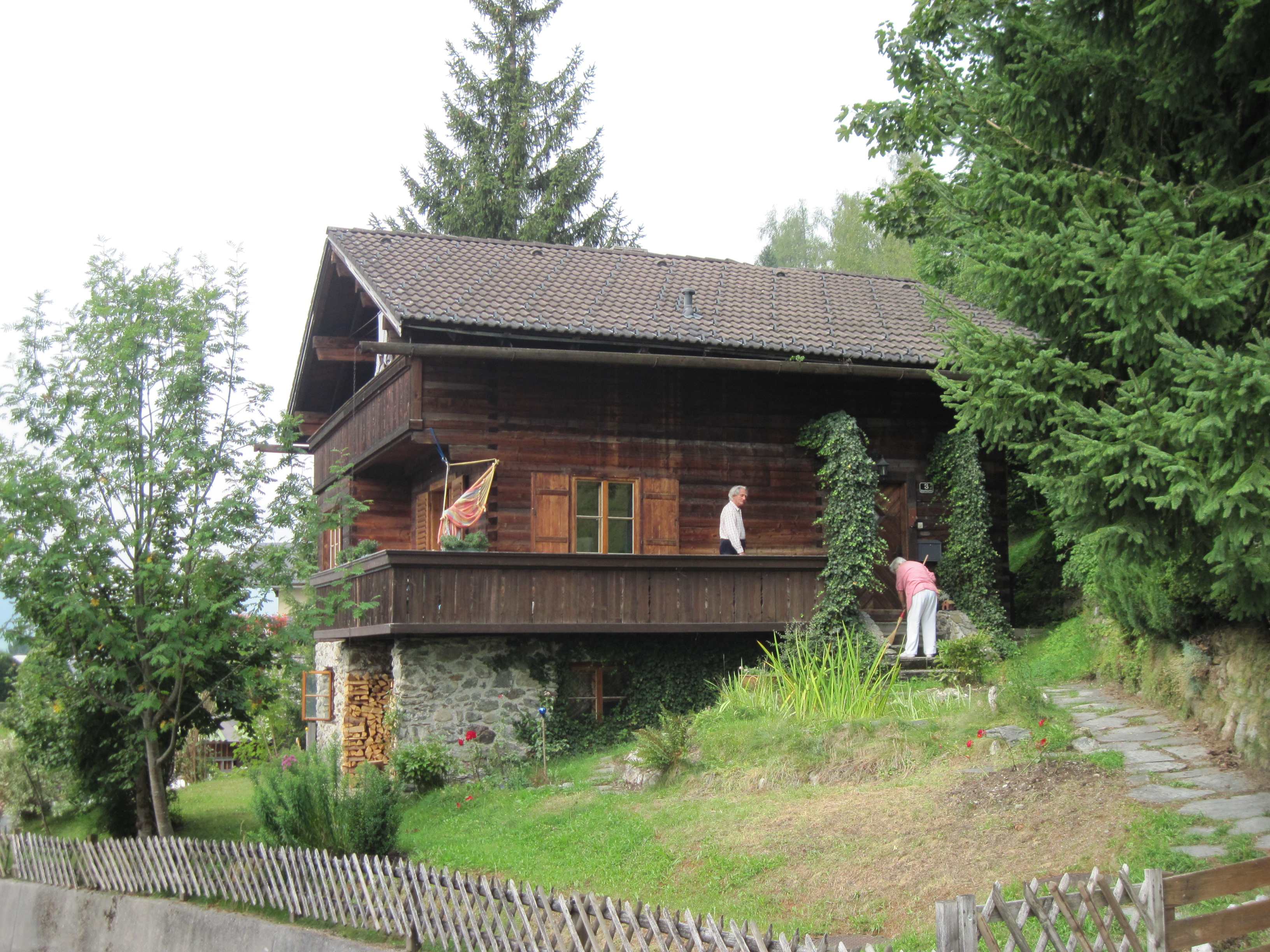
A radstadti ház

## Fordítás
- Ez a szócikk részben vagy egészben  a    Margarete Schütte-Lihotzky című német Wikipédia-szócikk fordításán alapul.  Az eredeti cikk szerkesztőit annak laptörténete sorolja fel. Ez a jelzés csupán a megfogalmazás eredetét és a szerzői jogokat jelzi, nem szolgál a cikkben szereplő információk forrásmegjelöléseként.